# Wederik (geslacht)
Wederik (Lysimachia) is een geslacht van planten. De botanische naam Lysimachia is afgeleid van de Griekse veldheer Lysimachus. Volgens de overlevering zou hij de plant ontdekt hebben.
De 23e druk van de Heukels (2005) plaatst het geslacht in de sleutelbloemfamilie (Primulaceae). Merk op dat moderne taxonomen het geslacht vaak plaatsen in de familie Myrsinaceae, een familie die in de tropen verbreid is.

## Beschrijving
In de regel gaat het om kruidachtige, meerjarige planten, soms ook treedt er verhouting op en spreken we van struiken. De bladeren zijn gaafrandig en tegenoverstaand, soms staan ze in kransen rond de stengel.
De meestal gele bloemen zijn vijfstralig puntsymmetrisch.

## Soorten
Het geslacht kent ongeveer 150 soorten, die vooral in de gematigde streken van het noordelijk halfrond voorkomen. Het zwaartepunt van de verspreiding ligt in Oost-Azië.
In België en Nederland komen voor:
- Penningkruid (Lysimachia nummularia)
- Boswederik (Lysimachia nemorum)
- Moeraswederik (Lysimachia thyrsiflora)
- Grote wederik (Lysimachia vulgaris)
- Puntwederik (Lysimachia punctata)

## Ecologie
Lysimachia-soorten worden als waardplant gebruikt door de larven van een aantal Lepidoptera-soorten zoals Melanchra persicariae, Eupithecia subfuscat, zwartvlekdwergspanner (Eupithecia centaureata), Euplexia lucipara en de v-dwergspanner (Chloroclystis v-ata).